# ماهی پینه‌دوز
ماهی پینه‌دوز (نام علمی: Pangasius bocourti) یا ماهی باسا، نام یک گونه از تیره گربه‌ماهی کوسه‌ای است.
این ماهی نوع گربه‌ماهی در خانواده گربه‌ماهیان کوسه‌ای است. ماهی پینه‌دوز بومی رودخانه مکونگ دلتا در ویتنام و حوضه چائو فریا در هندوچین است.
این ماهی‌ها مواد غذایی مهمی در بازار بین‌المللی هستند.
بدن ماهی پینه‌دوز چاق و چله است و سنگین. سر آن گرد است. رنگ بدن خاکستری، پوزه پخ و یک باند سفید روی پوزه دارد.
خوراک ماهی پینه‌دوز گیاهان هستند. آنها در شروع فصل سیل برای اولین بار در ماه ژوئن تخم‌ریزی کرده و، به طور متوسط ماهیانه حدود ۵ سانتی‌متر رشد می‌کنند.